# Clase Furutaka
La Clase Furutaka fueron los primeros cruceros pesados de la Armada Imperial Japonesa. Inicialmente pensada para cuatro miembros, los dos últimos experimentaron mejoras suficientes durante su construcción como para derivar en una nueva clase, la clase Aoba.

## Características
Los Clase Furutaka fueron los primeros cruceros que crearon bajo los límites marcados por el Tratado Naval de Washington. El diseño original tenía 6 piezas de 200 mm en seis torretas, ocho tubos lanzatorpedos fijos instalados transversalmente, cuatro por banda, y una plataforma de lanzamiento de hidroaviones capaz de lanzar en ángulo por las bandas, lo suficiente como para evitar la superestructura. En pruebas, el Kako desarrolló una potencia de 105.845 shp, que le permitió alcanzar 35,14 nudos.
En una serie de mejoras llevadas entre 1935 y 1939, ambos buques experimentaron una serie de cambios y mejoras. La plataforma de lanzamiento fue sustituida por una catapulta de mayor longitud y totalmente orientable, los tubos lanzatorpedos pasaron a estar instalados en dos montajes cuádruples rotativos, uno por banda, el armamento principal se mantuvo en seis piezas de 203 mm, pero distribuidos en tres torretas dobles. Asimismo se incrementó el armamento antiaéreo y se añadieron protecciones antitorpedo, lo que aumentó el desplazamiento y redujo la velocidad.

## Historial
Ambos buques resultaron hundidos en combate en la misma zona y con apenas dos meses de diferencia. El Furutaka por fuego artillero e impacto de torpedos durante la Batalla del cabo Esperanza en agosto de 1942, y el Kako torpedeado cuando regresaba a su base tras la Batalla de la isla de Savo por el submarino estadounidense USS S-44.

## Cruceros de la ClaseFurutaka

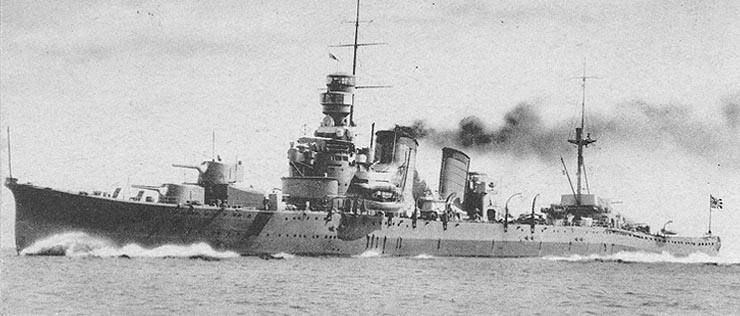
El Furutaka en 1926.

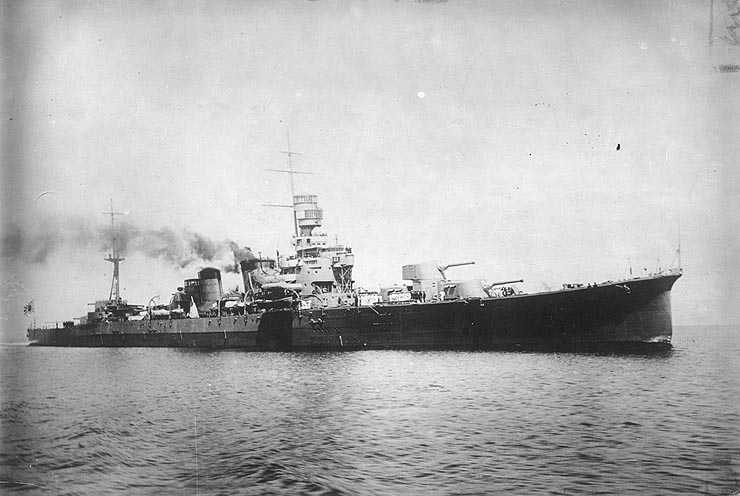
El Kako en 1926.

| Nombre   | Iniciado                | Botado                | Asignado            | Destino                          |
| Furutaka | 5 de diciembre de 1922  | 25 de febrero de 1925 | 31 de marzo de 1926 | Hundido el 11 de octubre de 1942 |
| Kako     | 17 de noviembre de 1922 | 10 de abril de 1925   | 20 de julio de 1926 | Hundido el 10 de agosto de 1942  |